# 직접탄소 연료전지
직접탄소 연료전지 (Direct Carbon Fuel Cells, DCFC) 혹은 직접석탄 연료전지(direct coal fuel cell or coal fuel cell, CFC)는 고온형 연료전지인 고체산화물 연료전지(SOFC)와 융용탄산염 연료전지(MCFC)로부터 파생된 차세대 고온형 연료전지 기술이라고 말할 수 있다. 고온형 연료전지도 일반적으로 수소를 연료로 가장 많이 이용하며 최근 메탄, 에탄, 부탄, 디젤과 같은 탄화수소계 (hydrocarbon) 연료를 이용하려는 연구가 활발히 진행되고 있지만 사용되는 촉매(Ni 기반)가 대부분 연료 중에 포함되어 있는 탄소 증착(침착) (C-C deposition, formation)문제로 장기 가동에 문제를 가지고 있다.

## 이점
일반적으로 DCFC는 다음과 같은 잠재적인 이점들을 가지고 있다.
1. 발전 시스템이나 여타 다른 에너지 시스템과 비교할 수 없는 이론적으로 높은 열역학 에너지 전환율 (ηth=ΔG/ΔH=over 100%)을 가지고 있다. 이는 엔트로피 변환값이 모든 작동 온도 (T>600'C) 구간에서 0가까운 양의 값을 가지며, 자유에너지 변환 값이 엔탈피 변환 값보다 항시 크기 때문이다.
2. NOx,SOx와 같은 부생 가스를 배출을 최소로 줄일 수 있으며, 최종 산물은 매우 순도 높은 CO2 가스를 배출하기 때문에 차후 탄소 저장 및 포집CCS 기술과 연계가 용이하다.
3. 시스템이 고온에서 작동하기 때문에 다양한 종류의 고체 형태의 탄소 연료 (coal, coke, char, graphite) 뿐만 아니라 바이오 매스도 연료로 이용이 가능하다.
4. 연료전지 기술 자체가 매우 잘 정립되어 있기 때문에 기존의 화력 발전소 혹은 석탄가스화복합발전(IGCC; Integrated Gasification Combined Cycle)과 연계하여 부생 가스(syngas, CH4, H2)와 잔존 석탄 찌꺼기 등을 연료로 이용이 가능하다.

## 반응 메커니즘
전체 반응식: C + O2 → CO2. 

### 고체산화물전해질 기반 직접탄소 연료전지
연료극(anode) 반응
- 직접 전기화학적 산화반응

C + 2O2− → CO2 + 4e−
C + O2− → CO+ 2e−
- 간접 전기화학적 산화반응

CO + O2− → CO2 + 2e−
- Boudouard 반응

C + CO2 → 2CO
공기극(cathode) 반응
O2 + 4e− → 2O2−